# Andreas Maxsø
Andreas Beyer Maxsø (* 18. März 1994 in Hvidovre) ist ein dänischer Fußballspieler. Er steht bei den Colorado Rapids unter Vertrag und war dänischer Nationalspieler.

## Karriere

### Verein
Andreas Maxsø wechselte im Alter von 16 Jahren von Brøndby IF in die Jugendakademie des FC Nordsjælland und gehörte ab Sommer 2012 zum Profikader. In seiner ersten Saison, in der er zu zwei Einsätzen kam, wurde Maxsø mit dem Verein Vizemeister. Seinen Durchbruch hatte er in der Spielzeit 2014/15, als er in vielen Spielen in der Startelf stand und zumeist auch durchspielte. In dieser Saison wurde der FC Nordsjælland Sechster, in den folgenden beiden Spielzeiten belegte Andreas Maxsø mit dem Klub aus Farum den achten Platz. Sein Vertrag lief bis 2019. Im August 2017 wechselte Maxsø in die Türkei zum Osmanlıspor FK. Über weite Strecken der Hinrunde gehörte er zu den Stammspielern, doch ab dem 17. Spieltag verlor Andreas Maxsø seinen Stammplatz. Er kam zu lediglich 20 Einsätzen (ein Tor) und stieg mit dem Klub aus der türkischen Hauptstadt Ankara zum Saisonende aus der Süper Lig ab.
Im Juni 2018 gab der FC Zürich die Verpflichtung des Dänen bekannt. Er wurde für drei Jahre bis Sommer 2021 unter Vertrag genommen. Als Stammkraft in der Verteidigung nahm er mit Zürich unter anderem an der Europa League teil, wo die Zwischenrunde erreicht wurde. Sein einziges Tor für die Zürcher gelang ihm am 9. Februar 2019 beim 3:1-Sieg im Zürcher Derby im Letzigrundstadion gegen den Grasshoppers Club Zürich. Im Juli 2019 vermeldete der KFC Uerdingen 05 aus der deutschen 3. Liga die Verpflichtung Maxsøs. Nach fünf geleisteten Einsätzen bat der Däne bereits nach dem 7. Spieltag der Drittligasaison 2019/20 aus „persönlichen Gründen“ um eine Vertragsauflösung beim Tabellensiebzehnten.
Wenige Tage später unterschrieb der Abwehrspieler einen Vierjahresvertrag bei seinem ehemaligen Ausbildungsverein Brøndby IF. In der Innenverteidigung des Clubs aus der Brøndby Kommune im „Speckgürtel“ von Kopenhagen wurde er Stammspieler und ab dem Frühjahr 2020 Mannschaftskapitän. In der Saison 2020/21 gewann er mit dem Verein die dänische Meisterschaft.

### Nationalmannschaft
Maxsø kam zu einem Einsatz für die dänische U19-Nationalmannschaft. Am 27. März 2015 lief er beim 0:2 im Testspiel in Istanbul gegen die Türkei erstmals für die dänische U21-Auswahl auf. Maxsø nahm mit der dänischen Auswahl im Sommer 2016 bei den Olympischen Spielen 2016 in Rio de Janeiro teil. Bei der U21-Europameisterschaft 2017 in Polen gehörte er zum dänischen Kader und kam in allen drei Partien in der Gruppenphase zum Einsatz; die dänische Auswahl schied nach der Gruppenphase aus.
Am 11. November 2020 debütierte er für die A-Nationalmannschaft, als er im Freundschaftsspiel gegen Schweden zur zweiten Halbzeit für Jens Stryger Larsen eingewechselt wurde. Dies blieb in der Folge jedoch sein bisher einziger Einsatz; für die anschließenden Spiele in der WM-Qualifikation und für die Europameisterschaft 2021 wurde er nicht nominiert.